# Lettrismo
Il lettrismo (o movimento lettrista) fu un movimento avanguardista artistico e culturale teorizzato dal poeta, scrittore, autore teatrale e in seguito cinematografico francese ma di origine rumena Isidore Isou nei primi anni quaranta. L'idea era quella di rinunciare, almeno inizialmente, all'uso delle parole, utilizzando invece la poetica, i suoni, l'onomatopea, la musicalità del discorso.
Il movimento in senso stretto si concretizzò nel 1946 in Francia, dalla collaborazione tra Isou e Gabriel Pomerand.

## Definizioni
Ecco la definizione data nel 1947 nel manifesto lettrista (Bilan lettriste):
(Isidore Isou)
O, come detto in diverso contesto dallo stesso Isiou, una «teoria in perpetuo divenire, un sistema totalizzante basato sia sulla decostruzione del linguaggio ridotto all'insieme delle lettere e dei segni, sia sul disfacimento della forma e della pittura trasformata in poliscrittura».
Il lettrismo può essere definito come un movimento culturale basato sull'innovazione in tutte le discipline del sapere e della vita, come descritto in La Créatique ou la Novatique, un lavoro scritto da Isou tra 1941 e il 1976.
Il lettrismo è stato un fondamentale movimento d'avanguardia insieme a dadaismo e surrealismo, nell'estremo tentativo di superamento dell'attività creativa del momento storico, tentando il superamento della settorializzazione culturale.
Secondo Isou le radici del movimento andrebbero anche cercate in Charles Baudelaire, Arthur Rimbaud, Stéphane Mallarmé e i dadaisti.
Spesso il lettrismo ha criticato la società contemporanea, indicando invece nel comunismo e socialismo la soluzione ideale in senso sociale.
Nel suo miscuglio di intellettualismo, edonismo e protesta, il gruppo può essere visto come la controparte francese della Beat Generation statunitense.

## Storia
I primi poeti lettristi, insieme a Isou e Pomerand, furono François Dufrêne, Maurice Lemaître, Jean Louis Brau, Gil Wolman.
Tra il 1951 e 1952 i film lettristi di Isou, Lemaître e Debord ottennero un notevole successo grazie anche ad alcune invenzioni tecniche, come la dissociazione della colonna sonora rispetto alle immagini, testi e interventi sulle pellicole, lunghe sequenze nere, commenti degli spettatori sulla colonna sonora, commenti casuali non aderenti alle immagini.
Dopo il teatro lettrista sono seguite scuole lettriste, psicoterapia lettrista e università lettriste.
Nel 1952 venne fondata l'Internazionale lettrista da una scissione di alcuni suoi membri, per lo più giovanissimi (Jean-Louis Brau, Guy-Ernest Debord, Serge Berna, Gil J Wolman) in aperto dissidio col gruppo originario. L'Internazionale lettrista che pone subito la sua attenzione sulla realtà urbana.
Punto di contatto tra il gruppo lettrista di Isidore Isou e l'Internazionale situazionista, l'Internazionale lettrista era inizialmente composta da artisti la cui età media si aggirava intorno ai vent'anni, per alzarsi a ventinove nel 1957.
Infine, nel 1957 l'internazionale andò a fondersi nel movimento situazionista.
Importante per il successivo sviluppo del movimento situazionista fu la cosiddetta psicogeografia (termine coniato da Debord nel 1953), con la quale si intendeva circoscrivere una determinata esperienza (casuale o indotta) in una determinata area geografica.
L'internazionale lettrista rivendicava la necessità di "vivere" in prima persona la rivoluzione culturale superando o "distruggendo" l'arte, indagava precipuamente l'ambiente e la sua indiscussa influenza sul comportamento delle persone; l'architettura veniva così ad essere concepita quale espressione della volontà della classe dominante, e l'ambiente urbano come uno dei fattori di maggiore condizionamento sulla coercizione psichica e fisica dei cittadini. Il nesso tra ambiente geografico ed effetti psichici da esso indotti sul comportamento individuale furono anche alla base della deriva psicogeografica del movimento.

## Membri
- Guy Debord (1931–1994) (generalmente sotto lo pseudonimo di ‘Guy-Ernest’).
- Gil J. Wolman (1929–1995). Escluso il 1957.
- Michèle Bernstein (1932–). Unitasi nel 1954.
- Alexander Trocchi (1925–1984). Unitosi nel 1955.
- Hadj Mohamed Dahou. Unitosi nel 1953.
- Ivan Chtcheglov (1933–1998) (noto come "Gilles Ivain"). Escluso il 1954.
- Serge Berna (1925?–?). Escluso il 1953.
- Patrick Straram (1934–1984). Dal 1953 al 1954.
- Jean-Michel Mension. (1934–). Escluso il 1954.
- Jean-Louis Brau (1930–?) (noto come "Bull Dog Brau"). Escluso il 1953.

### Discografia
- Maurice Lemaître présente le lettrisme (Columbia ESRF1171, 1958). (7" e.p., 45 r.p.m).
- Maurice Lemaître, Poèmes et musique lettristes (Lettrisme, nouvelle série, no. 24, 1971). (Three 7" discs, 45 r.p.m.). Augmented reissue of the above. Two extracts are also included in Futura poesia sonora (Cramps Records CRSCD 091–095, 1978).
- Maurice Lemaître, Oeuvres poètiques et musicales lettristes (1993). (Audio cassette) / Rédition 100ex en 2007 avec 2 CDs, préface Frédéric Acquaviva
- Isidore Isou, Poèmes lettristes 1944-1999 (Alga Marghen 12vocson033, 1999), presentazione di Roland Sabatier. (12" l.p., 33 r.p.m., 500 copie).
- Isidore Isou, Musiques lettristes (Al Dante II-AD04, 1999). (Compact disc, realization by Frédéric Acquaviva).
- Isidore Isou, Juvenal (symphonie 4) (Al Dante, 2004). (Compact disc, realization and orchestration by Frédéric Acquaviva).
- Gil J. Wolman, L'Anticoncept (Alga Marghen 11VocSon032, 1999). (12" l.p., 33 r.p.m., 400 copie).
- Gil J. Wolman, La mémoire (Ou, no. 33, 1967).
- L'Autonomatopek 1 (Opus International, nos. 40–41, 1973). (7" e.p.) Contains work by Isou, Dufrêne, Wolman, Brau, Spacagna etc.
- Jacques Spacagna" in Jacques Spacagna, le voyage en Italie , de Frédéric Acquaviva, Ed Conz, Verona, 2007 (Book + Compact Disc)
- Jean-Louis Brau in Jean-Louis Brau, instrumentations verbales, LP Alga Marghen with linear notes by Frédéric Acquaviva, Milano, 2010
- Broutin "Concerto pour une bouche et 4 membres" (1976) , CD audio, ed. AtelierLettrista 2009 Verona, sound production Frédérique Acquaviva.